# European Journal of Pediatrics
European Journal of Pediatrics es una revista médica mensual revisada por pares que cubre la pediatría. Se estableció en 1910 como Zeitschrift für Kinderheilkunde, obteniendo su nombre actual en 1975. La publica Springer Science+Business Media y es la revista oficial de la Sociedad Pediátrica Belga y de la Sociedad Pediátrica Suiza. El editor en jefe es Peter de Winter (Spaarne Gasthuis). Según Journal Citation Reports, la revista tiene un factor de impacto para 2021 de 3.860.

## Métricas de revista
2022
- Web of Science Group : 3.183
- Índice h de Google Scholar: 99
- Scopus: 3.442